# Prionurus laticlavius
Prionurus laticlavius är en fiskart som först beskrevs av Valenciennes, 1846. Prionurus laticlavius ingår i släktet Prionurus, och familjen Acanthuridae. IUCN kategoriserar arten globalt som livskraftig. Inga underarter finns listade.Prionurus laticlavius är en tropisk fisk som återfinns i korallreven i östra-central Stilla havet. Den kallas också för Razor surgeonfish (engelska) eller Barberbladskirurgfisk (danska)  .